# ALL TIME ROCK 'N' ROLL
『ALL TIME ROCK 'N' ROLL』（オール タイム ロックンロール）は2020年4月15日に発売された、鈴木雅之の40周年記念ベスト・アルバム。発売元はエピックレコードジャパン。

## 解説
シャネルズの「ランナウェイ」でのデビューから、2020年でデビュー40年を迎える鈴木雅之のデビュー40周年記念アルバムであり、グループ時代の往年のヒット曲から鈴木雅之の新曲まで幅広く収録されている。
シングル「DADDY! DADDY! DO! feat. 鈴木愛理」が同時に発売されており、初回生産限定盤と通常盤の初回仕様分にはシングル&アルバムW購入者特典スペシャル・プレゼント応募ハガキが封入されていた。初回生産限定盤はCD4枚組、通常盤はCD3枚組となっている 。

## 収録曲

### Disc.1　Mr.Black 2nd
豪華アーティスト&クリエーターとの洋楽カヴァー・シャネルズオリジナル再録盤
1. Ultra Chu Chu Medley （ハリケーン / 街角トワイライト / 憧れのスレンダー・ガール / 週末ダイナマイト）  –  （4:59）[2]
  - 「ハリケーン」 作詞：湯川れい子　作曲：井上大輔
  - 「街角トワイライト」 作詞：湯川れい子　作曲：井上忠夫
  - 「憧れのスレンダー・ガール」〜「週末ダイナマイト」 作詞：田代マサシ　作曲：鈴木雅之
  - Edited by 小西康陽
2. Crazy Little Thing Called Love ＜with 少林兄弟, 佐藤善雄＞  –  （2:17）[2]
作詞 · 作曲：Freddie Mercury、編曲：小西康陽、管編曲：窪田晴男
3. Good Times, Rock and Roll ＜with 佐藤善雄＞  –  （2:54）[2]
作詞 · 作曲：Richard Burns、編曲：大坪稔明
4. 街角トワイライト feat. 岡崎体育 ＜with 佐藤善雄＞  –  （2:47）[2]
作詞：湯川れい子、作曲：井上忠夫、編曲：岡崎体育
5. ランナウェイ ＜with スターダスト☆レビュー, 佐藤善雄, 桑野信義＞  –  （3:11）[2]
作詞：湯川れい子、作曲：井上忠夫、編曲：本間昭光
6. 涙のスウィート・チェリー ＜with ゴスペラッツ＞  –  （3:50）[2]
作詞：湯川れい子、作曲：井上大輔、編曲：本間昭光
7. Tears On My Pillow ＜with 少林兄弟, 佐藤善雄＞  –  （2:12）[2]
作詞 · 作曲：Lewis Al · Bradford Sylvester、編曲：小西康陽
8. Daddy's Home ＜with 佐藤善雄＞  –  (2:06)[2]
作詞 · 作曲：James Sheppard · William Miller、編曲：大坪稔明
9. 夢で逢えたら ＜with 山寺宏一, 大石昌良＞  –  （4:40）[2]
作詞 · 作曲：大瀧詠一、編曲：本間昭光
10. 魂のブラザー ＜with 黒沢薫（ゴスペラーズ）, 川畑要（CHEMISTRY）＞  –  （3:51）[2]
作詞：麻生麗二、作曲：鈴木雅之、編曲：本間昭光

### Disc.2　the year of RATS best
シャネルズ · ラッツ&スター · ゴスペラッツBEST盤
1. TAKE THE “A” TRAIN〜ハーレム・エクスプレス（Short Version）  –  （2:54）[2]
2. ランナウェイ / シャネルズ  –  （3:05）[2]
作詞：湯川れい子、作曲 · 編曲：井上忠夫
3. トゥナイト / シャネルズ  –  （2:27）[2]
作詞：湯川れい子、作曲 · 編曲：井上忠夫
4. 街角トワイライト / シャネルズ  –  （3:10）[2]
作詞：湯川れい子、作曲 · 編曲：井上忠夫
5. ハリケーン  / シャネルズ  –  （2:50）[2]
作詞：湯川れい子、作曲 · 編曲：井上大輔
6. 涙のスウィート・チェリー / シャネルズ  –  （3:33）[2]
作詞：湯川れい子、作曲 · 編曲：井上大輔
7. 夢見る16歳 / シャネルズ  –  （3:47）[2]
作詞：佐藤善雄 · 桑野信義、作曲：鈴木雅之、編曲：シャネルズ
8. ラブ・ミー・ドゥ / シャネルズ  –  （3:40）[2]
作詞：田代マサシ、作曲：鈴木雅之、編曲：シャネルズ · 村松邦男
9. 憧れのスレンダー・ガール / シャネルズ  –  （3:24）[2]
作詞：田代マサシ、作曲：鈴木雅之、編曲：シャネルズ · 村松邦男
10. サマー・ホリデー / シャネルズ  –  （3:21）[2]
作詞：田代マサシ、作曲：鈴木雅之、編曲：シャネルズ · 村松邦男
11. 週末ダイナマイト / シャネルズ  –  （3:08）[2]
作詞：田代マサシ、作曲：鈴木雅之、編曲：シャネルズ · 村松邦男
12. 星空のサーカス （口笛Version） / ラッツ&スター  –  （2:57）[2]
作詞：松本隆、作曲：大瀧詠一、編曲：宿霧十軒
13. め組のひと / ラッツ&スター  –  （3:25）[2]
作詞：麻生麗二、作曲：井上大輔、編曲：井上大輔 · ラッツ&スター
14. Tシャツに口紅 / ラッツ&スター  –  （4:36）[2]
作詞：松本隆、作曲：大瀧詠一、編曲：井上鑑
15. Miss You / ラッツ&スター  –  （4:36）[2]
作詞：田代マサシ、作曲：鈴木雅之、編曲：村松邦男
16. グラマーGuy （12inch – Single Version） / ラッツ&スター  –  （6:58）[2]
作詞：売野雅勇、作曲：井上大輔、編曲：井上大輔 · 村松邦男
17. マドンナはお前だけ / ラッツ&スター  –  （3:47）[2]
作詞：湯川れい子、作曲：和泉常寛、編曲：村松邦男 · 鈴木雅之
18. レディ・エキセントリック / ラッツ&スター  –  （4:12）[2]
作詞：門谷憲二、作曲：和泉常寛、編曲：村松邦男 · 鈴木雅之
19. 熱帯夜/真夏のエクスタシー / ラッツ&スター  –  （4:13）[2]
作詞：湯川れい子、作曲：和泉常寛、編曲：村松邦男 · 鈴木雅之
20. Pap-Pi-Doo-Bi-Doo-Ba物語 / ゴスペラッツ  –  （3:53）[2]
作詞 · 作曲：大瀧詠一、編曲：井上鑑

### Disc.3　Perfect Vision
オリジナル新曲を収録したアニヴァーサリー盤
1. 息もできないくらい ＜with 綾小路翔 （氣志團）＞  –  （5:04）[2]
作詞：綾小路翔、作曲：綾小路翔 · 木内健、編曲：木内健 · 本間昭光
2. Motivation  –  （2:57）[2]
  - 作詞 · 作曲：John Acosta · Vincent Degiorgio · Manami、編曲：Maestro-T
  - 日本テレビ系水曜ドラマ「ハケンの品格」主題歌 (2020年6月クール)
3. DADDY! DADDY! DO! feat. 鈴木愛理  –  （4:17）[2]
  - 作詞 · 作曲：水野良樹、編曲：本間昭光
  - TVアニメ「かぐや様は告らせたい?〜天才たちの恋愛頭脳戦〜」オープニングテーマ
4. たとえ世界がそっぽ向いても ＜with 大石昌良＞  –  （4:27）[2]
  - 作詞 · 作曲：大石昌良、編曲：本間昭光
  - テレビ東京系 金曜8時のドラマ「駐在刑事 Season2」主題歌
5. ポラリス ＜with アンジェラ・アキ＞  –  （4:51）[2]
  - 作詞 · 作曲：アンジェラ・アキ、編曲：河内肇
  - NHKプレミアムドラマ「盤上の向日葵」主題歌（2019年9月放送）
6. 息もできないくらい （カラオケ） ＜with 綾小路翔 （氣志團）＞  –  （5:04）[2]
7. Motivation （カラオケ）  –  (4:14)[2]
8. DADDY! DADDY! DO! feat. 鈴木愛理 （カラオケ）  –  （4:14）[2]
9. たとえ世界がそっぽ向いても ＜with 大石昌良＞ （カラオケ）  –  （4:27）[2]
10. ポラリス ＜with アンジェラ・アキ＞ （カラオケ）  –  （4:48）[2]

### Disc.4　ultra RARE tracks
レアトラックス盤 ※初回生産限定盤のみ収録
1. Ultra Chu Chu Medley （カラオケ）
2. 週末ダイナマイト （カラオケ）
3. 憧れのスレンダー・ガール （カラオケ）
4. ハリケーン （カラオケ）
5. サマー・ホリデー （カラオケ）
6. 街角トワイライト （カラオケ）
7. もしかして、I love you... （カラオケ）
8. トゥナイト （カラオケ）
9. 涙のスウィート・チェリー （カラオケ）
10. ラブ・ミー・ドゥ （カラオケ）
11. ランナウェイ （カラオケ）
12. Rockin' Robin
  - ＜第二回「ドゥーワップ・カーニバル」未発表ライヴ音源 （1982.07.17）＞
13. Stand By Me〜There Goes My Baby〜Spanish Harlem〜Honey Love
  - ＜第二回「ドゥーワップ・カーニバル」未発表ライヴ音源 （1982.07.17）＞
14. Twistin' The Night Away
  - ＜第二回「ドゥーワップ・カーニバル」未発表ライヴ音源 （1982.07.17）＞